# El metralla
El metralla és una pel·lícula de 2021 escrita i dirigida per Jordi Roigé. Està basada en l'obra de teatre Paco, el Metralla, de Joan Pera. Ambientada a la Guerra Civil Espanyola, es va rodar a Cerdanyola del Vallès amb el mateix Joan Pera, Roger Pera, Cristina Brondo i Mercè Pons. Representa la primera pel·lícula on coincideixen Joan i Roger Pera. Es tracta d'una coproducció entre Televisió de Catalunya i La Drecera Produccions.
Es va acabar de rodar el juliol de 2021. Es va estrenar el 23 de novembre de 2021 com a inauguració del Zoom Festival Internacional de Continguts Audiovisuals de Catalunya al Cine Ateneu d'Igualada. El 19 de desembre de 2022 es va emetre per primer cop a TV3, on va ser seguida per 352.000 espectadors, cosa que va representar el 18,3% de quota de pantalla. Va ser la pel·lícula més vista a TV3 el 2022.

## Sinopsi
El mossèn Joan i un milicià del Partit Obrer d'Unificació Marxista conegut amb el sobrenom d'«El metralla» passen bona part de la Guerra Civil Espanyola amagats a les golfes de la casa de la Pepeta, que es converteix en líder moral del grup. El relat és una mirada tragicòmica i de reconciliació en un moment en què les milícies comunistes i anarquistes de Barcelona inicien la repressió i els assassinats contra emrpesaris i religiosos.

## Repartiment
- Lluís Arruga: Bofill
- Cristina Brondo: Aurora
- Joan Pera: Mossèn Joan
- Roger Pera: Paco el Metralla
- Mercè Pons: Pepeta